# Canidia spinicornis
Canidia spinicornis är en skalbaggsart som först beskrevs av Bates 1881.  Canidia spinicornis ingår i släktet Canidia och familjen långhorningar. Inga underarter finns listade.